# Olympische Sommerspiele 2000/Judo
Bei den XXVII. Olympischen Sommerspielen 2000 in Sydney fanden 14 Judo-Wettbewerbe statt, je sieben für Männer und Frauen. Austragungsort war das Sydney Convention and Exhibition Centre am Darling Harbour.

## Bilanz

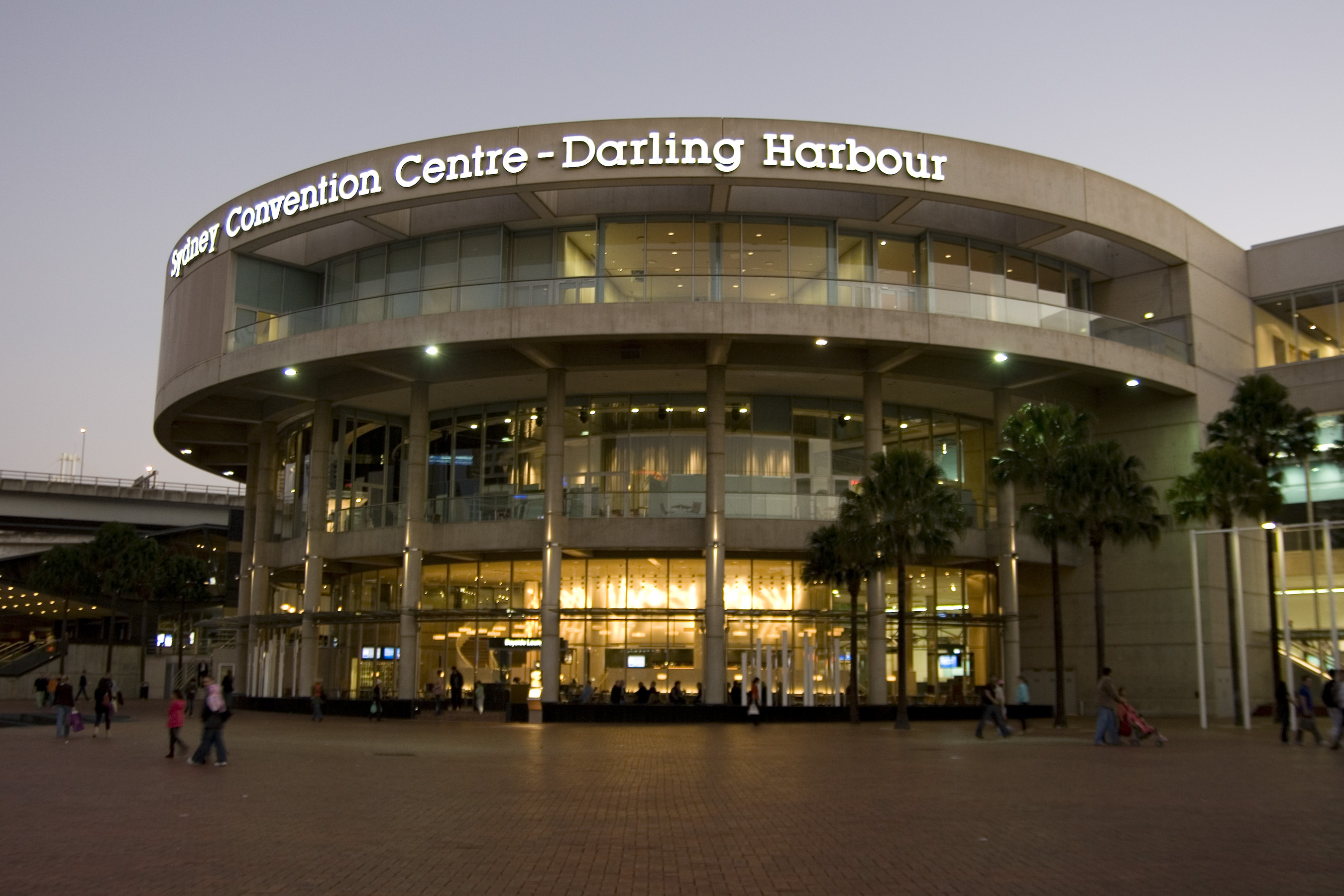
Sydney Convention and Exhibition Centre

### Medaillenspiegel
| Platz | Land           | Gold | Silber | Bronze | Gesamt |
| ----- | -------------- | ---- | ------ | ------ | ------ |
| 1     | Japan          | 4    | 2      | 2      | 8      |
| 2     | Frankreich     | 2    | 2      | 2      | 6      |
| 3     | Kuba           | 2    | 2      | 1      | 5      |
| 4     | China          | 2    | 1      | 1      | 4      |
| 5     | Italien        | 1    | –      | 3      | 4      |
| 6     | Niederlande    | 1    | –      | –      | 1      |
| 6     | Spanien        | 1    | –      | –      | 1      |
| 6     | Türkei         | 1    | –      | –      | 1      |
| 9     | Südkorea       | –    | 2      | 3      | 5      |
| 10    | Brasilien      | –    | 2      | –      | 2      |
| 11    | Russland       | –    | 1      | 2      | 3      |
| 12    | Großbritannien | –    | 1      | –      | 1      |
| 12    | Kanada         | –    | 1      | –      | 1      |
| 14    | Belgien        | –    | –      | 2      | 2      |
| 14    | Estland        | –    | –      | 2      | 2      |
| 16    | Australien     | –    | –      | 1      | 1      |
| 16    | Deutschland    | –    | –      | 1      | 1      |
| 16    | Georgien       | –    | –      | 1      | 1      |
| 16    | Kirgisistan    | –    | –      | 1      | 1      |
| 16    | Lettland       | –    | –      | 1      | 1      |
| 16    | Nordkorea      | –    | –      | 1      | 1      |
| 16    | Portugal       | –    | –      | 1      | 1      |
| 16    | Rumänien       | –    | –      | 1      | 1      |
| 16    | Ukraine        | –    | –      | 1      | 1      |
| 16    | Belarus        | –    | –      | 1      | 1      |

### Medaillengewinner
| Konkurrenz         | Gold               | Silber             | Bronze                                   |
| ------------------ | ------------------ | ------------------ | ---------------------------------------- |
| Superleichtgewicht | Tadahiro Nomura    | Jung Bu-kyung      | Manolo Poulot Aidyn Smaghulow            |
| Halbleichtgewicht  | Hüseyin Özkan      | Larbi Benboudaoud  | Girolamo Giovinazzo Giorgi Wasagaschwili |
| Leichtgewicht      | Giuseppe Maddaloni | Tiago Camilo       | Anatol Larukou Vsevolods Zeļonijs        |
| Halbmittelgewicht  | Makoto Takimoto    | Cho In-chul        | Aleksei Budõlin Nuno Delgado             |
| Mittelgewicht      | Mark Huizinga      | Carlos Honorato    | Frédéric Demontfaucon Ruslan Maschurenko |
| Halbschwergewicht  | Kōsei Inoue        | Nicolas Gill       | Juri Stepkin Stéphane Traineau           |
| Schwergewicht      | David Douillet     | Shinichi Shinohara | Indrek Pertelson Tamerlan Tmenow         |

| Konkurrenz         | Gold                 | Silber           | Bronze                              |
| ------------------ | -------------------- | ---------------- | ----------------------------------- |
| Superleichtgewicht | Ryōko Tamura         | Ljubow Bruletowa | Anna-Maria Gradante Ann Simons      |
| Halbleichtgewicht  | Legna Verdecia       | Noriko Narazaki  | Liu Yuxiang Kye Sun-hui             |
| Leichtgewicht      | Isabel Fernández     | Driulis González | Kie Kusakabe Maria Pekli            |
| Halbmittelgewicht  | Séverine Vandenhende | Li Shufang       | Gella Vandecaveye Jung Sung-sook    |
| Mittelgewicht      | Sibelis Veranes      | Kate Howey       | Cho Min-sun Ylenia Scapin           |
| Halbschwergewicht  | Tang Lin             | Céline Lebrun    | Emanuela Pierantozzi Simona Richter |
| Schwergewicht      | Yuan Hua             | Daima Beltrán    | Mayumi Yamashita Kim Seon-young     |

## Ergebnisse Männer

### Superleichtgewicht (bis 60 kg)
| Platz | Land | Sportler            |
| ----- | ---- | ------------------- |
| 1     | JPN  | Tadahiro Nomura     |
| 2     | KOR  | Jung Bu-kyung       |
| 3     | CUB  | Manolo Poulot       |
| 3     | KGZ  | Aidyn Smaghulow     |
| 5     | KAZ  | Bazarbek Donbay     |
| 5     | UZB  | Alisher Muxtarov    |
| 7     | USA  | Brandan Greczkowski |
| 7     | AZE  | Elçin İsmayılov     |
|       |      |                     |
| 21    | GER  | Oliver Gussenberg   |
| 21    | SUI  | David Moret         |

Datum: 16. September 2000 

34 Teilnehmer aus 34 Ländern

### Halbleichtgewicht (bis 66 kg)
| Platz | Land | Sportler             |
| ----- | ---- | -------------------- |
| 1     | TUR  | Hüseyin Özkan        |
| 2     | FRA  | Larbi Benboudaoud    |
| 3     | ITA  | Girolamo Giovinazzo  |
| 3     | GEO  | Giorgi Wasagaschwili |
| 5     | IRI  | Ārash Miresmāeli     |
| 5     | NED  | Patrick van Kalken   |
| 7     | KOR  | Han Ji-hwan          |
| 7     | JPN  | Yukimasa Nakamura    |

Datum: 17. September 2000 

35 Teilnehmer aus 35 Ländern

### Leichtgewicht (bis 73 kg)
| Platz | Land | Sportler           |
| ----- | ---- | ------------------ |
| 1     | ITA  | Giuseppe Maddaloni |
| 2     | BRA  | Tiago Camilo       |
| 3     | BLR  | Anatol Larukou     |
| 3     | LAT  | Vsevolods Zeļonijs |
| 5     | KOR  | Choi Yong-sin      |
| 5     | USA  | Jimmy Pedro        |
| 7     | POR  | Michel Almeida     |
| 7     | FRA  | Ferrid Kheder      |
|       |      |                    |
| 18    | GER  | Martin Schmidt     |
| 18    | AUT  | Christoph Stangl   |

Datum: 18. September 2000 

34 Teilnehmer aus 34 Ländern

### Halbmittelgewicht (bis 81 kg)
| Platz | Land | Sportler          |
| ----- | ---- | ----------------- |
| 1     | JPN  | Makoto Takimoto   |
| 2     | KOR  | Cho In-chul       |
| 3     | EST  | Aleksei Budõlin   |
| 3     | POR  | Nuno Delgado      |
| 5     | FRA  | Djamel Bouras     |
| 5     | URU  | Alvaro Paseyro    |
| 7     | PRK  | Kwak Ok-chol      |
| 7     | IRI  | Kazem Sarikhani   |
| 9     | GER  | Florian Wanner    |
|       |      |                   |
| 18    | SUI  | Sergei Aschwanden |
| 18    | AUT  | Patrick Reiter    |

Datum: 19. September 2000 

37 Teilnehmer aus 37 Ländern

### Mittelgewicht (bis 90 kg)
| Platz | Land | Sportler              |
| ----- | ---- | --------------------- |
| 1     | NED  | Mark Huizinga         |
| 2     | BRA  | Carlos Honorato       |
| 3     | FRA  | Frédéric Demontfaucon |
| 3     | UKR  | Ruslan Maschurenko    |
| 5     | CAN  | Keith Morgan          |
| 5     | AZE  | Rəsul Səlimov         |
| 7     | ESP  | Fernando González     |
| 7     | USA  | Brian Olson           |
|       |      |                       |
| 14    | GER  | Marko Spittka         |

Datum: 20. September 2000 

32 Teilnehmer aus 32 Ländern

### Halbschwergewicht (bis 100 kg)
| Platz | Land | Sportler          |
| ----- | ---- | ----------------- |
| 1     | JPN  | Kōsei Inoue       |
| 2     | CAN  | Nicolas Gill      |
| 3     | RUS  | Juri Stepkin      |
| 3     | FRA  | Stéphane Traineau |
| 5     | ITA  | Luigi Guido       |
| 5     | ISR  | Ariel Zeevi       |
| 7     | BRA  | Mário Sabino      |
| 7     | GEO  | Iweri Jikurauli   |
|       |      |                   |
| 14    | AUT  | Franz Birkfellner |
| 14    | GER  | Daniel Gürschner  |

Datum: 21. September 2000 

33 Teilnehmer aus 33 Ländern

### Schwergewicht (über 100 kg)
| Platz | Land | Sportler           |
| ----- | ---- | ------------------ |
| 1     | FRA  | David Douillet     |
| 2     | JPN  | Shinichi Shinohara |
| 3     | EST  | Indrek Pertelson   |
| 3     | RUS  | Tamerlan Tmenow    |
| 5     | TUR  | Selim Tataroğlu    |
| 5     | BLR  | Ruslan Scharapow   |
| 7     | CHN  | Pan Song           |
| 7     | ESP  | Ernesto Pérez      |
|       |      |                    |
| 13    | GER  | Frank Möller       |

Datum: 22. September 2000 

33 Teilnehmer aus 33 Ländern

## Ergebnisse Frauen

### Superleichtgewicht (bis 48 kg)
| Platz | Land | Sportlerin          |
| ----- | ---- | ------------------- |
| 1     | JPN  | Ryōko Tamura        |
| 2     | RUS  | Ljubow Bruletowa    |
| 3     | GER  | Anna-Maria Gradante |
| 3     | BEL  | Ann Simons          |
| 5     | PRK  | Cha Hyon-hyang      |
| 5     | CHN  | Zhao Shunxin        |
| 7     | FRA  | Sarah Nichilo-Rosso |
| 7     | CUB  | Amarilis Savón      |

Datum: 16. September 2000 

23 Teilnehmerinnen aus 23 Ländern

### Halbleichtgewicht (bis 52 kg)
| Platz | Land | Sportlerin          |
| ----- | ---- | ------------------- |
| 1     | CUB  | Legna Verdecia      |
| 2     | JPN  | Noriko Narazaki     |
| 3     | CHN  | Liu Yuxiang         |
| 3     | PRK  | Kye Sun-hui         |
| 5     | ROM  | Ioana Maria Aluaș   |
| 5     | NED  | Deborah Gravenstijn |
| 7     | ESP  | Miren León          |
| 7     | ALG  | Salima Souakri      |
|       |      |                     |
| 14    | LIE  | Ulrike Kaiser       |
| 14    | SUI  | Isabelle Schmutz    |

Datum: 17. September 2000 

24 Teilnehmerinnen aus 24 Ländern

### Leichtgewicht (bis 57 kg)
| Platz | Land | Sportlerin         |
| ----- | ---- | ------------------ |
| 1     | ESP  | Isabel Fernández   |
| 2     | CUB  | Driulis González   |
| 3     | JPN  | Kie Kusakabe       |
| 3     | AUS  | Maria Pekli        |
| 5     | ITA  | Cinzia Cavazzuti   |
| 5     | CHN  | Shen Jun           |
| 7     | FRA  | Barbara Harel      |
| 7     | AZE  | Zülfiyyə Hüseynova |

Datum: 18. September 2000 

23 Teilnehmerinnen aus 23 Ländern

### Halbmittelgewicht (bis 63 kg)
| Platz | Land | Sportlerin           |
| ----- | ---- | -------------------- |
| 1     | FRA  | Séverine Vandenhende |
| 2     | CHN  | Li Shufang           |
| 3     | BEL  | Gella Vandecaveye    |
| 3     | KOR  | Jung Sung-sook       |
| 5     | ITA  | Jenny Gal            |
| 5     | GER  | Anja von Rekowski    |
| 7     | TUN  | Saida Dhahri         |
| 7     | BRA  | Vânia Ishii          |

Datum: 19. September 2000 

22 Teilnehmerinnen aus 22 Ländern

### Mittelgewicht (bis 70 kg)
| Platz | Land | Sportlerin      |
| ----- | ---- | --------------- |
| 1     | CUB  | Sibelis Veranes |
| 2     | GBR  | Kate Howey      |
| 3     | KOR  | Cho Min-sun     |
| 3     | ITA  | Ylenia Scapin   |
| 5     | ESP  | Úrsula Martín   |
| 5     | BEL  | Ulla Werbrouck  |
| 7     | NED  | Edith Bosch     |
| 7     | GER  | Yvonne Wansart  |

Datum: 20. September 2000 

22 Teilnehmerinnen aus 22 Ländern

### Halbschwergewicht (bis 78 kg)
| Platz | Land | Sportlerin           |
| ----- | ---- | -------------------- |
| 1     | CHN  | Tang Lin             |
| 2     | FRA  | Céline Lebrun        |
| 3     | ITA  | Emanuela Pierantozzi |
| 3     | ROM  | Simona Richter       |
| 5     | CUB  | Diadenis Luna        |
| 5     | BEL  | Heidi Rakels         |
| 7     | KOR  | Lee So-yeon          |
| 7     | BRA  | Edinanci Silva       |

Datum: 21. September 2000 

23 Teilnehmerinnen aus 23 Ländern

### Schwergewicht (über 78 kg)
| Platz | Land | Sportlerin       |
| ----- | ---- | ---------------- |
| 1     | CHN  | Yuan Hua         |
| 2     | CUB  | Daima Beltrán    |
| 3     | JPN  | Mayumi Yamashita |
| 3     | KOR  | Kim Seon-young   |
| 5     | FRA  | Christine Cicot  |
| 5     | GER  | Sandra Köppen    |
| 7     | BRA  | Priscila Marques |
| 7     | RUS  | Irina Rodina     |

Datum: 22. September 2000 

24 Teilnehmerinnen aus 24 Ländern